# Četvrti hrvatski korpus NOVJ-a
Četvrti hrvatski korpus NOVJ-a formiran je 22. studenoga 1942. godine, naredbom Vrhovnog komandanta NOV-a i POJ-a Josipa Broza Tita, kao Prvi hrvatski narodnooslobodilački udarni korpus. U njegov sastav tada su ušle sve postrojbe na teritoriju Hrvatske: Šesta lička, Sedma banijska i Osma kordunaška divizija, kao i tri partizanska odreda.
Za zapovjednika Prvog hrvatskog korpusa postavljen je Ivan Gošnjak, a za političkog komesara Većeslav Holjevac. Formiranjem štaba korpusa, prestao je postojati Štab Prve operativne zone Hrvatske, pošto su njegove funkcije prenesene na štab korpusa.
U listopadu 1943. godine, korpusu je promijenjen naziv u Četvrti hrvatski korpus NOVJ, a za zapovjednika je postavljen Ivan Rukavina.

## Sastav štaba 4. korpusa tokom rata
Komandanti:
- Ivan Gošnjak
- Ivan Rukavina
- Bogdan Oreščanin
- Miloš Šumonja

Politički komesar:
- Većeslav Holjevac

Zamenici komandanta za Kordunašku vojnu oblast:
- Stanko Bjelajac
- Uroš Krunić

Načelnici Štaba:
- Bogdan Oreščanin
- Milan Kuprešanin
- Nikola Grubor
- Petar Kleut
- Stanko Bjelajac[1]

## Formacija korpusa
4. siječnja 1943.:
| jedinica       | ukupno |
| -------------- | ------ |
| Štab korpusa   |        |
| Šesta divizija |        |
| Sedma divizija |        |
| Osma divizija  |        |
| ukupno         | 9819   |

Naoružanje 4. siječnja 1943.: 6.480 pušaka, 275 puškomitraljeza, 57 teških mitraljeza, 10 topova, 20 minobacača.
27. srpnja 1943.:
| jedinica          | časnika i dočasnika | vojnika | ukupno |
| ----------------- | ------------------- | ------- | ------ |
| Štab korpusa      | 12                  | 71      | 89     |
| Šesta divizija    | 889                 | 2184    | 3073   |
| Osma divizija     | 639                 | 2247    | 2886   |
| Tenkovska četa    | 8                   | 28      | 36     |
| Topništvo korpusa | 14                  | 138     | 152    |
| ukupno            | 1568                | 4668    | 6230   |

31. listopada 1944.:
| jedinica                                           | časnika i dočasnika | vojnika | ukupno |
| -------------------------------------------------- | ------------------- | ------- | ------ |
| Štab korpusa                                       | 336                 | 894     | 1230   |
| Sedma divizija                                     |                     |         | 5791   |
| Osma divizija                                      |                     |         | 5626   |
| 34. divizija                                       |                     |         | 4292   |
| Unska operativna grupa                             |                     |         | 2549   |
| Prvi i Drugi banijski NOPO                         |                     |         | 820    |
| Karlovački, Turopoljsko-posavski i Samoborski NOPO |                     |         | 987    |
| Centar za obuku                                    |                     |         | 1310   |
| Komande vojne oblasti Korpusa                      |                     |         | 5296   |
| ukupno                                             | 5367                | 23.873  | 29.240 |